# Понтекулан (лунный кратер)
Кратер Понтекулан (лат. Pontécoulant) — большой древний ударный кратер у юго-восточного лимба видимой стороны Луны в её южном полушарии. Название присвоено в честь французского астронома Филиппа Густава Понтекулана (1795—1874) и утверждено Международным астрономическим союзом в 1935 году. Образование кратера относится к нектарскому периоду.

## Описание кратера
Из-за своего положения кратер кажется укороченным с Земли и его трудно рассмотреть в деталях. Ближайшими соседями кратера являются кратер Ганнон на северо-востоке; кратер Гилл на юго-востоке и кратер Гельмгольц на юге. Селенографические координаты центра кратера 58°47′ ю. ш. 66°04′ в. д. / 58,78° ю. ш. 66,07° в. д., диаметр 91,4 км, глубина 5600 м.
Кратер Понтекулан имеет полигональную форму и умеренно разрушен. Вал несколько сглажен но сохранил достаточно четкие очертания, в юго-восточной части двойной. Внутренний склон вала террасовидной структуры, в юго-западной части отмечен приметным маленьким чашеобразным кратером. Высота вала над окружающей местностью достигает 1430 м, объем кратера составляет приблизительно 8000 км³. Дно чаши ровное за исключением холмистой местности и подножия южной части внутреннего склона. В центре чаши расположен небольшой чашеобразный кратер, с южной и западной стороны его окружает полукольцо отдельно стоящих небольших пиков. В восточной части чаши расположена короткая борозда перекрытая маленьким кратером.

## Сателлитные кратеры
| Понтекулан | Координаты                                            | Диаметр, км |
| ---------- | ----------------------------------------------------- | ----------- |
| A          | 57°41′ ю. ш. 62°47′ в. д. / 57,69° ю. ш. 62,79° в. д. | 18,6        |
| B          | 57°58′ ю. ш. 58°32′ в. д. / 57,97° ю. ш. 58,54° в. д. | 37,3        |
| C          | 55°41′ ю. ш. 59°14′ в. д. / 55,68° ю. ш. 59,23° в. д. | 31,7        |
| D          | 60°13′ ю. ш. 71°36′ в. д. / 60,22° ю. ш. 71,6° в. д.  | 13,7        |
| E          | 60°31′ ю. ш. 64°57′ в. д. / 60,51° ю. ш. 64,95° в. д. | 43,6        |
| F          | 57°36′ ю. ш. 68°10′ в. д. / 57,6° ю. ш. 68,17° в. д.  | 68,7        |
| G          | 57°31′ ю. ш. 60°26′ в. д. / 57,52° ю. ш. 60,44° в. д. | 42,3        |
| H          | 58°47′ ю. ш. 66°10′ в. д. / 58,78° ю. ш. 66,17° в. д. | 7,6         |
| J          | 61°44′ ю. ш. 64°16′ в. д. / 61,74° ю. ш. 64,26° в. д. | 39,5        |
| K          | 61°34′ ю. ш. 60°57′ в. д. / 61,57° ю. ш. 60,95° в. д. | 13,9        |
| L          | 59°07′ ю. ш. 60°05′ в. д. / 59,12° ю. ш. 60,09° в. д. | 17,1        |
| M          | 60°55′ ю. ш. 74°28′ в. д. / 60,91° ю. ш. 74,47° в. д. | 11          |

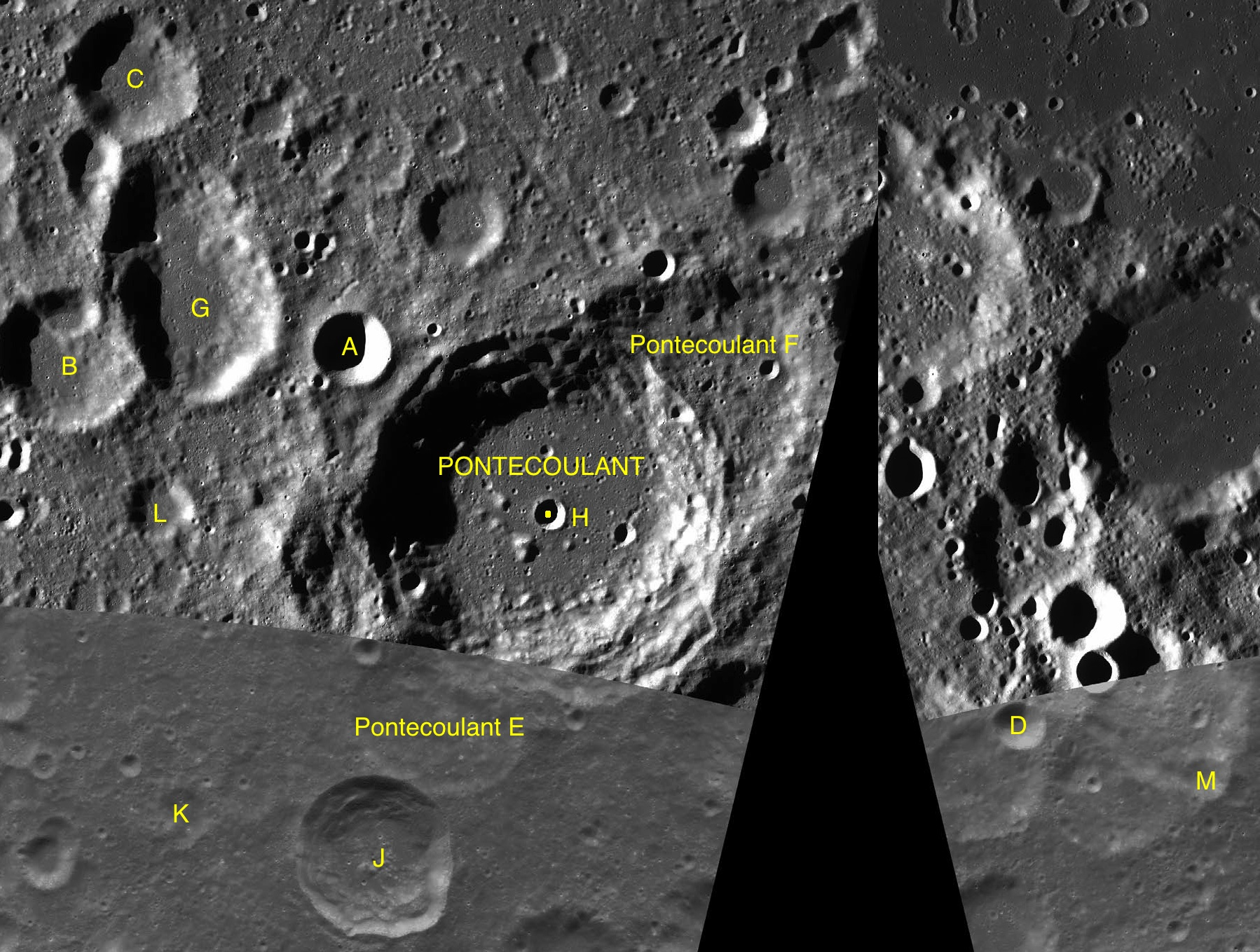
Фрагменты карт LAC-128, LAC-129.

- Сателлитный кратер Понтекулан J обладает яркой отражательной способностью в радарном диапазоне 70 см, что объясняется небольшим возрастом кратера и наличием многих неровных поверхностей и обломков пород.
- Образование сателлитного кратера Понтекулан F относится к донектарскому периоду[1].
- Сателлитный кратер Понтекулан G — место крушения АМС «Луна-25»[5].
- Образование сателлитного кратера Понтекулан J относится к позднеимбрийскому периоду[1].